# Perú en los Juegos Olímpicos de Atlanta 1996
Perú estuvo representado en los Juegos Olímpicos de Atlanta 1996 por un total de 29 deportistas, 15 hombres y 14 mujeres, que compitieron en 8 deportes.
El portador de la bandera en la ceremonia de apertura fue el tirador Juan Giha. El equipo olímpico peruano no obtuvo ninguna medalla en estos Juegos.